# 內戈蒂諾
內戈蒂諾是北馬其頓共和國內戈蒂諾市鎮内的城镇及行政中心。城镇人口数量约为13,000人。

## 外部連結
- Official website